# Tromello
Tromello (lombardul: Trümé) település Olaszországban, Lombardia régióban, Pavia megyében. Lakosainak száma 3616 fő (2023. január 1.). Tromello Alagna, Borgo San Siro, Cergnago, Gambolò, Garlasco, Mortara, Ottobiano, San Giorgio di Lomellina és Valeggio községekkel határos.

## Népesség
A település lakossága az elmúlt években az alábbi módon változott:
| Lakosok száma | 3780 | 3795 | 3616 |
|               | 2017 | 2018 | 2023 |